# Perry, Ohio
Perry là một làng thuộc quận Lake, tiểu bang Ohio, Hoa Kỳ. Năm 2010, dân số của làng này là 1663 người.

## Dân số
- Dân số năm 2000: 1195 người.
- Dân số năm 2010: 1663 người.